# Kevin McHale
Kevin Edward McHale (Hibbing, 19 dicembre 1957) è un ex cestista, allenatore di pallacanestro e dirigente sportivo statunitense, che ha militato nella NBA per 13 anni con la casacca dei Boston Celtics.

## Carriera da giocatore

### Gli anni giovanili
Nato da padre irlandese e madre croata, il suo sport preferito da ragazzo era l'hockey su ghiaccio, ma una crescita fuori dal comune durante gli anni del liceo costrinse McHale a rinunciare all'hockey e a dedicarsi, con successo, al basket. Nel 1976 venne eletto Mr. Basketball dello Stato del Minnesota.
Passato al college, nei quattro anni trascorsi alla University of Minnesota dal 1976 al 1980 totalizzò 1 704 punti e 950 rimbalzi, che lo collocano al secondo posto delle rispettive classifiche di ogni tempo di quella squadra. Nel 1995, in occasione del centenario dell'Università del Minnesota, sarà proclamato miglior giocatore della storia della squadra di basket del college.

### La NBA

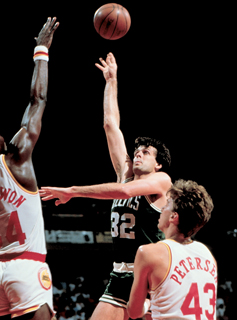
McHale in azione in maglia Boston Celtics

McHale venne scelto nel primo giro del draft del 1980 dai Boston Celtics, nell'ambito di un giro di scambi con i Golden State Warriors che porterà a Boston anche Robert Parish. Sarà proprio insieme a Parish (centro) e a Larry Bird (ala piccola) che McHale (ala grande) andrà a formare quella che molti considerano la più forte frontcourt (la linea formata dal centro e dalle due ali) della storia della NBA vincendo i campionati del 1981, 1984 e 1986.
Alto 2,09 m, fortissimo sia in attacco che in difesa, McHale ha disputato sette All-Star Game ed è stato per due volte (1987 e 1988) primo nella NBA per la percentuale dei tiri su azione, con il 60,4%. È stato inoltre selezionato per 6 volte nel primo o nel secondo quintetto dei migliori difensori e detiene il record dei Celtics per il massimo numero di stoppate (9) in una singola partita, da quando (1974) le stoppate sono entrate nelle statistiche ufficiali NBA. McHale è stato uno dei pochissimi giocatori nella storia della NBA capaci di tirare con il 60% nel tiro su azione e l'80% nei tiri liberi nell'arco di un'intera stagione.
Nel 1984 e nel 1985, quando non figurava ancora nel quintetto di partenza dei Celtics, McHale ha vinto il premio come miglior sesto uomo dell'anno.
Al termine della sua carriera, dopo 1 170 partite fra regular season e play-off, McHale potrà vantare una media di oltre 18 punti e 7 rimbalzi per gara, piazzandosi fra i primi 10 giocatori di sempre in tutta la NBA per percentuale di tiro su azione (55,4%) e fra i primissimi nella storia dei Celtics per partite giocate, punti e rimbalzi.
Nel 1994 la sua maglia numero 32 è stata ritirata dai Boston Celtics. Nel 1996, in occasione del cinquantesimo anniversario della nascita della NBA, è stato incluso nella lista dei 50 migliori giocatori di ogni epoca. È stato eletto nella Basketball Hall of Fame nel 1999.

## Carriera da dirigente e allenatore

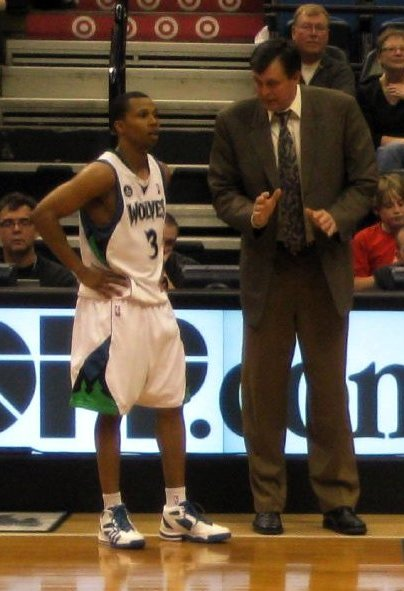
McHale (a destra) parla con Sebastian Telfair durante una partita dei Minnesota Timberwolves

Dopo aver abbandonato la carriera giocata McHale ha deciso di intraprendere quella di general manager, sempre all'interno della NBA: venne assunto dalla squadra della sua zona di origine, i Minnesota Timberwolves. In uno scorcio della stagione 2004-05 ha ricoperto anche il ruolo di allenatore dopo il licenziamento di Flip Saunders. L'8 dicembre 2008 ritorna nel ruolo di allenatore dopo l'allontanamento di Randy Wittman. Viene licenziato nel giugno del 2009. Dal 29 maggio 2011 è il nuovo allenatore degli Houston Rockets. Con la franchigia texana, anche grazie all'arrivo di superstar come James Harden nel 2012 e Dwight Howard nel 2013, McHale approda per tre volte consecutive ai play-off dalla stagione 2012-2013 alla 2014-2015, edizione in cui riesce a centrare le Western Conference Finals, perdendo contro i Golden State Warriors, futuri campioni quell'anno. Dopo un avvio da 4 vittorie e 7 sconfitte nella stagione 2015-2016, McHale viene licenziato dai Rockets.

## Vita privata
Il 30 giugno del 1982 ha sposato la moglie Lynn, dalla quale ha avuto 5 figli. Nel novembre del 2012 ha perso la figlia di 23 anni Alexandra, valida cestista, a causa di una grave forma di lupus.

## Statistiche
| † | Denota le stagioni in cui ha vinto il titolo |
| * | Primo nella lega                             |

### College
| Anno      | Squadra           | PG  | PT | MP   | TC%  | 3P% | TL%  | RP  | AP  | PRP | SP  | PP   |
| --------- | ----------------- | --- | -- | ---- | ---- | --- | ---- | --- | --- | --- | --- | ---- |
| 1976-1977 | Minnesota Gophers | 27  | -  | -    | 55,2 | -   | 75,3 | 8,1 | 1,4 | -   | 1,9 | 12,0 |
| 1977-1978 | Minnesota Gophers | 26  | -  | -    | 59,1 | -   | 70,1 | 7,4 | 1,6 | 0,4 | 1,6 | 13,1 |
| 1978-1979 | Minnesota Gophers | 27  | -  | -    | 51,7 | -   | 82,3 | 9,6 | 1,2 | -   | 2,1 | 17,9 |
| 1979-1980 | Minnesota Gophers | 32  | -  | 36,0 | 56,7 | -   | 79,4 | 8,8 | 1,8 | 0,4 | 2,6 | 17,4 |
| Carriera  | Carriera          | 112 | -  | 36,0 | 55,3 | -   | 77,3 | 8,5 | 1,5 | 0,4 | 2,1 | 15,2 |

### NBA

#### Regular Season
| Anno       | Squadra        | PG  | PT  | MP   | TC%   | 3P%  | TL%  | RP  | AP  | PRP | SP  | PP   |
| ---------- | -------------- | --- | --- | ---- | ----- | ---- | ---- | --- | --- | --- | --- | ---- |
| 1980-1981† | Boston Celtics | 82  | 1   | 20,1 | 53,3  | 0,0  | 67,9 | 4,4 | 0,7 | 0,3 | 1,8 | 10,0 |
| 1981-1982  | Boston Celtics | 82  | 33  | 28,4 | 53,1  | -    | 75,4 | 6,8 | 1,1 | 0,4 | 2,3 | 13,6 |
| 1982-1983  | Boston Celtics | 82  | 13  | 28,6 | 54,1  | 0,0  | 71,7 | 6,7 | 1,3 | 0,4 | 2,3 | 14,1 |
| 1983-1984† | Boston Celtics | 82* | 10  | 31,4 | 55,6  | 33,3 | 76,5 | 7,4 | 1,3 | 0,3 | 1,5 | 18,4 |
| 1984-1985  | Boston Celtics | 79  | 31  | 33,6 | 57,0  | 0,0  | 76,0 | 9,0 | 1,8 | 0,4 | 1,5 | 19,8 |
| 1985-1986† | Boston Celtics | 68  | 62  | 35,3 | 57,4  | -    | 77,6 | 8,1 | 2,7 | 0,4 | 2,0 | 21,3 |
| 1986-1987  | Boston Celtics | 77  | 77  | 39,7 | 60,4* | 0,0  | 83,6 | 9,9 | 2,6 | 0,5 | 2,2 | 26,1 |
| 1987-1988  | Boston Celtics | 64  | 63  | 37,3 | 60,4* | -    | 79,7 | 8,4 | 2,7 | 0,4 | 1,4 | 22,6 |
| 1988-1989  | Boston Celtics | 78  | 74  | 36,9 | 54,6  | 0,0  | 81,8 | 8,2 | 2,2 | 0,3 | 1,2 | 22,5 |
| 1989-1990  | Boston Celtics | 82* | 25  | 33,2 | 54,9  | 33,3 | 89,3 | 8,3 | 2,1 | 0,4 | 1,9 | 20,9 |
| 1990-1991  | Boston Celtics | 68  | 10  | 30,4 | 55,3  | 40,5 | 82,9 | 7,1 | 1,9 | 0,4 | 2,1 | 18,4 |
| 1991-1992  | Boston Celtics | 56  | 1   | 25,0 | 50,9  | 0,0  | 82,2 | 5,9 | 1,5 | 0,2 | 1,1 | 13,9 |
| 1992-1993  | Boston Celtics | 71  | 0   | 23,3 | 45,9  | 11,1 | 84,1 | 5,0 | 1,0 | 0,2 | 0,8 | 10,7 |
| Carriera   | Carriera       | 971 | 400 | 31,0 | 55,4  | 26,1 | 79,8 | 7,3 | 1,7 | 0,4 | 1,7 | 17,9 |

#### Playoffs
| Anno     | Squadra        | PG  | PT | MP   | TC%  | 3P%  | TL%  | RP  | AP  | PRP | SP  | PP   |
| -------- | -------------- | --- | -- | ---- | ---- | ---- | ---- | --- | --- | --- | --- | ---- |
| 1981†    | Boston Celtics | 17  | -  | 17,4 | 54,0 | -    | 63,9 | 3,5 | 0,8 | 0,2 | 1,5 | 8,5  |
| 1982     | Boston Celtics | 12  | -  | 28,7 | 57,5 | -    | 75,5 | 7,1 | 0,9 | 0,4 | 2,3 | 16,2 |
| 1983     | Boston Celtics | 7   | -  | 25,3 | 54,8 | 0,0  | 55,6 | 6,0 | 0,7 | 0,4 | 1,0 | 11,1 |
| 1984†    | Boston Celtics | 23* | -  | 30,5 | 50,4 | 0,0  | 77,7 | 6,2 | 1,2 | 0,1 | 1,5 | 14,8 |
| 1985     | Boston Celtics | 21* | 21 | 39,9 | 56,8 | -    | 80,7 | 9,9 | 1,5 | 0,6 | 2,2 | 22,1 |
| 1986†    | Boston Celtics | 18  | 18 | 39,7 | 57,9 | 0,0  | 79,4 | 8,6 | 2,7 | 0,4 | 2,4 | 24,9 |
| 1987     | Boston Celtics | 21  | 19 | 39,4 | 58,4 | -    | 76,2 | 9,2 | 1,9 | 0,3 | 1,4 | 21,1 |
| 1988     | Boston Celtics | 17  | 17 | 42,1 | 60,3 | 100  | 83,9 | 8,0 | 2,4 | 0,4 | 1,8 | 25,4 |
| 1989     | Boston Celtics | 3   | 3  | 38,3 | 48,8 | -    | 73,9 | 8,0 | 3,0 | 0,3 | 0,7 | 19,0 |
| 1990     | Boston Celtics | 5   | 5  | 38,4 | 60,9 | 33,3 | 86,2 | 7,8 | 2,6 | 0,4 | 2,0 | 22,0 |
| 1991     | Boston Celtics | 11  | 1  | 34,2 | 52,7 | 54,5 | 82,5 | 6,5 | 1,8 | 0,5 | 1,3 | 20,7 |
| 1992     | Boston Celtics | 10  | 0  | 30,6 | 51,6 | 0,0  | 79,5 | 6,7 | 1,3 | 0,5 | 0,5 | 16,5 |
| 1993     | Boston Celtics | 4   | 0  | 28,3 | 58,2 | -    | 85,7 | 7,3 | 0,8 | 0,5 | 1,8 | 19,0 |
| Carriera | Carriera       | 169 | 84 | 33,8 | 56,1 | 38,1 | 78,8 | 7,4 | 1,6 | 0,4 | 1,7 | 18,8 |

## Palmarès
- Campionato NBA: 3

Boston Celtics: 1981, 1984, 1986
- Sesto uomo dell'anno: 2

1984, 1985
- Convocazioni all'All-Star Game: 7

1984, 1986, 1987, 1988, 1989, 1990, 1991
- Squadre All-NBA:

First Team: 1987
- Squadre All-Defensive:

First Team: 1986, 1987, 1988
Second Team: 1983, 1989, 1990
- All-Rookie First Team: 1981
- Trentaduesimo miglior stoppatore di sempre NBA
- Inserito tra i 50 migliori giocatori del cinquantenario della NBA
- Inserito nel NBA 75th Anniversary Team
- La sua maglia n. 32 è stata ritirata dai Boston Celtics, la n. 44 dall'Università del Minnesota